# Club Deportivo Irapuato
Il Club Deportivo Irapuato Por Siempre (Club Sportivo Irapuato per Sempre) è una società calcistica messicana di Irapuato, fondata nel 1948.

## Storia
Il club è stato fondato nel 1948, nel 1951 giunse in Seconda Divisione dal Messico, poi in prima divisione fino al 1972, quando perse per 0 a 1 la sfida per evitare la retrocessione contro il Torreón. Nel 1963 ebbe la sua migliore stagione, finendo al quarto posto con 31 punti, record della squadra in prima divisione.
Questo è stato il period più lungo per la squadra di Guanajuato in Prima Divisione, il giocatore più importante di quegli anni era Jaime Belmonte che fece 106 gol tra il 1958 e il 1972.
Ci vollero altri 12 anni ai freseros per risalire, nel 1984 sotto il comando del tecnico Diego Malta. Nel 1989 morì il presidente Sergio León Chávez e gli fu dedicato il nome dello stadio.
Nel 1994 i proprietari dell'Atlante, acquisirono la squadra per utilizzarla come controllata. I migliori giocatori di quel periodo erano l'uruguayano Martín Rodríguez, José Enrique García, l'argentino Christian Morales, Samuel Mañez, Ramiro Briceñ, Victor Saavedra, Hector Gómeze Jesús Gutiérrez.
Nel 2002 l'Irapuato torna in Prima Divisione A, l'anno successivo riuscirono a qualificarsi per i playoff per il titolo ma furono eliminati nel primo turno dal Tapatío, riuscì poi a salire grazie alla sfida contro il León, squadra dello stesso stato. Vincendo 2-1 l'andata e 1-0 nella partita di ritorno, i fragolai tornarono in Prima Divisione. Nel suo anno di debutto l'Irapuato collezionò 48 punti ma la Federazione Messicana di Calcio FMF decise di ridurre il campionato da 20 squadre a 18, a pagarne le spese furono Irapuato e Querétaro che avevano problemi finanziari.
L'Irapuato tornò nel secondo livello del calcio messicano nel 2006, ma dopo un anno discese al terzo livello. La squadra tornò in Primera División A quando il team affiliato al Pachuca, il Pachuca Juniors, decise di trasferirsi a Irapuato e di cambiare il nome in Irapuato Por Siempre. 
Nel torneo della rinascita raggiunse la finale campionato contro il Querétaro perdendo 2-0l L'anno successivo, dopo aver raggiunto la finale ancora una volta, perse 4-3 contro il Necaxa.
Nel 2012 nel campionato di apertura perse ai quarti di finale 4-0 contro il León, nel campionato di Clausura raggiunsero solo 15 punti. In Coppa del Messico sconfisse una squadra di Prima Divisione: il Puebla.

## Palmarès

### Competizioni nazionali
- Segunda División: 2

1953-1954, 1984-1985
- Primera División A: 3

Invierno 1999, Verano 2000, Verano 2002
- Liga de Ascenso: 1

Clausura 2011

### Altri piazzamenti
- Coppa del Messico:

Finalista: 1955-1956